# Gettjärnen, Närke
Gettjärnen är en sjö i Lekebergs kommun i Närke och ingår i Norrströms huvudavrinningsområde.